# Typton spongicola
Typton spongicola är en kräftdjursart som beskrevs av O.G. Costa 1844. Typton spongicola ingår i släktet Typton och familjen Palaemonidae. Arten har ej påträffats i Sverige. Inga underarter finns listade i Catalogue of Life.